# Hemithripidae
Hemithripidae zijn een fossiele familie van tripsen (Thysanoptera). De familie kent één geslacht.

## Taxonomie
De familie kent het volgende geslacht:
- Hemithrips  †